# جون هاريس (منافس ألعاب قوى)
جون هاريس (بالإنجليزية: John Harris)‏ هو منافس ألعاب قوى بريطاني، ولد في 1945 في Sebastopol, Torfaen ‏ في المملكة المتحدة.